# Бєлозоров Сергій Тихонович
Сергій Тихонович Бєлозоров (25 грудня 1903, Хотин — 25 квітня 1970, Одеса) — український географ, геоботанік, дослідник природних ресурсів, історик науки, професор, завідувач кафедри фізичної географії Одеського національного університету імені І. І. Мечникова (1963—1970). Провідний український спеціаліст з фізичної географії материків.

## Біографія
Сергій Тихонович Бєлозоров народився 25 грудня 1903 року в Хотині на Буковині, що на той час входила до складу Бессарабської губернії Російської імперії.
У 1913 році вступив до Бобринецької гімназії, закінчив 7 класів. Після гімназії 2 роки працював учителем. У 1922 році вступив на агро-біологічний відділ Одеського інституту народної освіти (ІНО). У 1926 році, захистивши дипломну роботу на тему «Асканія-Нова як об'єкт для шкільних екскурсій», отримав кваліфікацію викладача-фахівця природничих дисциплін. Був рекомендований до аспірантури цього ж інституту. Науковим керівником був професор Г. І. Танфільєв, засновник вітчизняної геоботаніки, ґрунтознавства та болотознавства. У 1929 році Бєлозоров закінчив аспірантуру за спеціальністю «фізико-географ» і залишився на кафедрі науковим співробітником.
У 1929—1932 роках був науковим співробітником, заступником директора Одеської гідрогеологічної станції, викладав у вечірньому Робітничому університеті. У 1930—1933 роках Бєлозоров обіймав посаду доцента кафедри фізичної географії Одеського інституту соціального виховання. Одночасно 1930—1932 роках викладав в Одеському піхотному училищі. Після відновлення  Одеського дкржавного університету працював у ньому на посаді доцента кафедри фізичної географії з вересня 1933 по серпень 1941 року. 11 квітня 1934 року отримує звання доцента, а 17 березня 1937 року йому присуджується вчений ступінь кандидата географічних наук. З 16 січня 1938 року по 1 липня 1941 року був деканом географічного факультету Одеського педагогічного інституту, завідувачем кафедри фізичної географії. Викладав в Одеському німецькому педагогічному інституті.
Сергій Тихонович Бєлозоров завідував міським та обласним відділами народної освіти в Одесі на початку Німецько-радянської війни і під час оборони міста. Під час війни в окупованій Одесі залишений у патріотичному підпіллі, був учасником партизанського загону. Допомагав легалізовуватись підпільникам і військовополоненим, постачав партизанським групам гроші, медикаменти, зброю, друкував листівки, вів розвідувальну роботу. З осені 1943 до початку 1944 року викладав в Університеті Трансністрії. Був заарештований румунської розвідкою, але йому вдалося втекти до партизанів в Усатівські катакомби, де провів останні два тижні окупації. Брав участь у бойових операціях із звільнення Одеси. Після звільнення міста працював у комісії з реевакуації Одеського державного університету з Байрам-Алі. Після війни був нагороджений 5 бойовими медалями.
З 1 вересня 1944 року по 1 вересня 1956 року (дата злиття географічних факультетів) працював в Одеському педагогічному інституті, за сумісництвом в Одеському державному університеті. У повоєнний час входив до складу Науково-технічної Ради Міністерства вищої і середньої спеціальної освіти Української РСР, був активним членом Географічного і Ботанічного товариств СРСР. З 1956 року був доцентом кафедри фізичної географії географічного факультету Одеського державного університету, читав курси: «Фізична географія материків», «Історія географічних досліджень і відкриттів», «Арктика і Антарктика», «Розвиток вітчизняної географії». У 1957 році організував велику наукову конференцію присвячену 100-річчю з дня народження Г. І. Танфільєва. Був відповідальним редактором 2 випусків «Праць Одеського університету. Геологія і географія» у 1962 році. В 1963—1970 роках завідував кафедрою фізичної географії Одеського державного університету імені І. І. Мечникова.
12 жовтня 1963 року рішенням Вищої атестайційної комісії СРСР було присуджено вчене звання професора.
Восени 1968 року прочитав курс лекцій в Сегедському університеті (Угорщина). В останні роки життя працював над двотомною монографією «Комплексні експедиції В. В. Докучаєва і їхнє значення для розвитку сучасного напряму фізичної географії».
Вільно володів німецькою, французькою і румунською мовами, працював з англійськими та італійськими матеріалами. Був членом редколегії 8 випусків міжвідомчої наукової збірки «Геологія узбережжя і дна Чорного і Азовського морів». Займався поезією, в якій оспівував рідний край, друзів, важливі події в країні, рідне місто Одесу.
Помер Сергій Тихонович Бєлозоров 25 квітня 1970 року в Одесі. Похований на Другому християнському кладовищі.

### Родина
Донька Лариса.

## Наукова діяльність
Під час навчання в аспірантурі цікавився дослідженням рельєфу, ґрунтів, геоботанічним та ландшафтним районуванням долин малих річок степової зони. Займався питанням перетворення сухих степів, досліджуючи природу державного заповідника «Асканія-Нова». Разом із директором заповідника, професором Браунером розробив методику шкільних екскурсій на природу, як позакласного виховання дітей. Вперше намагався провести експеримент в природних природних умовах із взаємодії лісів і степів, ключем до розуміння механізму він вважав режими температури і вологості, коефіцієнт зволоження. Займався регіональними кліматичними дослідженнями — праця «Клімат Одеської області». Досліджуючи степові ландшафти, описав головні відмінності ландшафтів на чорноземах і пісках Куяльницького пересипу, першим описав «приморсько-зсувний тип місцевості» на північно-західному узбережжі Чорного моря.
Підготував 4 кандидатів наук.
За роки науково-педагогічної діяльності написав 85 наукових праць.

#### Деякі праці
- О национальных парках // Записки Одесского общества естествоиспытателей. — 1928. — Том 44. — С. 227—248.
- Материалы к изучению растительности долины Малого и Среднего Куяльников // Записки Одесского общества естествоиспытателей. — 1929. — Том 45. — С. 117—140.
- Океанія: Лекція для студентів-заочників географічних факультетів. — К.; Львів: «Радянська школа», 1948. — 32 с.
- Антарктида: (Фізико-географічний очерк). — К.: «Радянська школа», 1950.
- Африка: (Фізико-географічний очерк). — К.: «Радянська школа», 1951. — 248 с. —  витримала три видання 1951, 1957, 1972 років.
- Гавриил Иванович Танфильев: Географ, ботаник и почвовед. 1857—1928. — М.: Географгиз, 1951. — 192 с. (не стільки біографічна праця, скільки антологія радянської географії першої половини ХХ століття).
- (рос.) Австралия и Океания. — К.: «Радянська школа», 1954. — 252 с.
- (рос.) В. В. Докучаев и Г. И. Танфильев // Труды Одесского государственного университета. Сборник геолого-географического факультета. — 1954. — Том 2. — С. 271—285.
- Видатний географ Гаврило Іванович Танфільєв та його наукова спадщина.// Наукові записки Одеського державного педагогічного інституту ім. К. Д. Ушинського. — Т. XIV. Географічний факультет. — Одеса, 1956. — С. 3 — 32.
- (рос.) Вклад А. И. Набоких в изучение природы Украины // Научный ежегодник Одесского государственного университета. — 1960. — Вып. 2: Географический факультет. — С. 93-96.
- (рос.) Климат Одесской области // Труды Одесского государственного университета. — 1962 — Том 152, выпуск 10. — С. 51-59.
- (рос.) Развитие географии в России: Конспект лекций по истории географии. — Одесса: ОГУ, 1965. — 74 с. — у цій праці він показав причини зародження сучасної вітчизняної географії та простежив її розвиток за останні 200 років.
- (рос.) Открытия и исследования в Арктике и Антарктике: Конспект лекций по истории географии. — Одесса, 1966. — 74 с.
- Географія материків. — К.: «Радянська школа», 1971. — 369 с.
- Природа Африки. — К.: «Радянська школа», 1972. — 87 с.

## Нагороди
- Медаль «За оборону Одеси»

## Родина
Донька Лариса.